# Josée (film)
Pour plus de détails, voir Fiche technique et Distribution.
Josée (hangeul : 조제 ; RR : Josee) est un film dramatique sud-coréen écrit et réalisé par Kim Jong-kwan (en) et sorti en 2020 en Corée du Sud. Il s'inspire de l'histoire courte japonaise Josée, le tigre et le poisson (en) de Seiko Tanabe et reprend le film Josee, the Tiger and the Fish (en) (2003).
Il totalise un peu moins de 200 000 entrées au box-office sud-coréen de 2020.

## Synopsis
Dans une petite ville de la banlieue de Séoul, Young-seok (Nam Joo-hyeok), un étudiant sur le point d'obtenir son diplôme, rencontre dans la rue une femme (Han Ji-min) tombée de son fauteuil roulant et l'aide à rentrer chez elle. Elle le remercie en lui offrant un repas simple et il commence à s'intéresser à cette femme qui se présente sous le nom de « Josée ». À partir de là, Young-seok s'arrête occasionnellement chez Josée, recevant des repas gratuits et apprenant à connaître cette femme qui lit beaucoup, a une connaissance pointue du whisky et lui raconte des histoires dont il doute de la véracité. Peu à peu, une histoire d'amour naît entre eux.

## Fiche technique
- Titre original : 조제
- Titre international : Josée
- Réalisation : Park Sang-hyeon
- Scénario : Park Ji-wan
- Photographie : Cho Young-jik
- Montage : Won Chang-jae
- Musique : Narae
- Production : Lee Joon-sang
- Société de production : Vol Media
- Société de distribution : Warner Bros.
- Pays d’origine :  Corée du Sud
- Langue originale : coréen
- Format : couleur
- Genre : drame
- Durée : 117 minutes
- Date de sortie :
  -  Corée du Sud et  Singapour : 10 décembre 2020
  -  Indonésie : 30 décembre 2020

## Distribution
- Han Ji-min : Josée
- Nam Joo-hyeok : Lee Young-seok
- Heo Jin : Dabok
- Park Ye-jin (en) : Hye-seon
- Jo Bok-rae : Cheol-ho
- Lee So-hee : Soo-kyeong
- Lee Seong-wook : Choi-kyeong